# 張汝欽 (正德進士)
張汝欽（？—？年），字敬正，南直隶常州府無錫縣人，民籍。明朝政治人物。

## 生平
正德二年（1507年）丁卯科應天府乡试舉人，正德九年（1514年）甲戌科二甲第124名進士，授南京户部主事，榷税淮安，升员外郎。